# Ján Popluhár
Ján Popluhár (Bernolákovo, 12 de agosto de 1935 - Bernolákovo, 6 de março de 2011) foi um ex-jogador de futebol eslovaco, atuava como defensor.

## Carreira

### Clubes
Dos 24 anos como jogador, 15 foram passados no Slovan Bratislava, em duas passagens, entre 1954 (ano em que iniciou a carreira) e 1969. Conquistou um campeonato tchecoslovaco e uma Recopa Européia (o troféu europeu mais importante que um clube da antiga Tchecoslováquia conquistou). Popluhár foi um dos raros atletas de países comunistas alinhados com Moscou que jogaram no Ocidente antes dos anos 80; teve rápida passagem pelo francês Lyon em 1970 e ficou sete anos atuando como jogador e técnico no Slovan Viena (clube austríaco de colônia eslava), onde encerrou a carreira, em 1979, aos 45 anos.

## Seleção
Popluhár, que disputou as Copas do Mundo de 1958 e 1962 (onde foi vice-campeão), tem lembranças especiais relacionadas com o Brasil, país que enfrentou duas vezes no mundial do Chile; na primeira fase, quando ambas as equipes empataram, alertou o árbitro sobre a contusão de Pelé. Na final, o defensor teve de marcar Garrincha. Encontrou Pelé em outros jogos internacionais, por seleções ou clubes, e diz pertencer ao grupo dos eslovacos que tiveram a sorte de marcar um gol no Maracanã, feito em jogo contra a Seleção Brasileira, em 1966, sendo o capitão da Seleção Tchecoslovaca desde o ano anterior.

## Reconhecimento
Popluhár esteve na Seleção do Resto do Mundo que jogou contra a Seleção Inglesa em 1963, nas comemorações do centenário da Football Association, jogando no mesmo time de Eusébio, Denis Law, seu então compatriota Josef Masopust, Alfredo di Stéfano, Ferenc Puskás, Raymond Kopa, Uwe Seeler, Ernst Ocwirk, Djalma Santos e Lev Yashin.
Foi eleito o melhor jogador eslovaco dos 50 anos da UEFA, nos Prêmios do Jubileu da entidade, ele hoje trabalha na Associação Eslovaca de Futebol. Dois anos antes, já havia sido reconhecido como o maior futebolista eslovaco do século XX.

## Ligações Externas
artigo da UEFA sobre o premiado eslovaco nos Prêmios do Jubileu (em inglês)